# Georg Koch (Maler, 1819)
Georg Koch (* 19. Dezember 1819 in Kassel; † 10. Januar 1899 ebenda) war ein deutscher Maler, Zeichner und Lithograf. Er war Professor an der Akademie Kassel.

## Leben
Georg Koch begann seine künstlerische Laufbahn in den 1840er Jahren in Kassel. Er erlernte zunächst den Beruf des Schriftlithografen und besuchte im Anschluss die Kunstakademie in Kassel. Seine ersten selbständigen Arbeiten waren Porträtzeichnungen von hessischen Persönlichkeiten. Er widmete sich vornehmlich der Lithografie und der Wiedergabe von bekannten Gemälden. Bekannt wurde er durch seine Kreide- und Steinzeichnungen nach Meisterwerken (besonders Madonnen Raffaels) der italienischen Galerien von 1861, 1867 und 1869 sowie der Gemäldegalerie Alte Meister in Kassel. 1853 wurde er Lehrer an der Akademie in Kassel. Im Anschluss an mehrere Reisen nach Italien im Jahr 1861 und 1867–1869 sowie nach Paris im Jahr 1865 widmete sich Koch dem Zeichnen der Hauptwerke von Raffael, Tizian und weiterer Meister für die fotografische Vervielfältigung. Im Jahr 1880 wurde er zum Professor der Akademie Kassel ernannt. 1893 trat er in den Ruhestand.
Er hinterließ zwei Söhne Ernst Koch und Fritz Koch.

## Werk
Georg Koch war Reproduktionslithograph. Aus seiner Hand erschienen folgenden Werke: An der Schwalm, Bilder aus dem hessischen Volksleben von Gerhardt Wilhelm von Reutern, Kassel 1855; Zeichnen-Schule für Kopf- und Figuren-Zeichner, ebda 1858; Aus dem Leben eines Wüstlings gezeichnet von Bonaventura Genelli, lithographiert von Georg Koch, Leipzig 1866; Rafael Santi, eine in chronologischer Anschauung gehaltene Auswahl seiner bedeutendsten Werke, nach den Originalen gezeichnet von Georg Koch, Kassel 1867.

## Bekannte Schüler
- Heinrich Kiel
- Heinrich Faust (Maler)